# Leander Mergener
Leander Mergener (* 1965 in Wuppertal-Elberfeld) ist ein deutscher Maler, Zeichner und Druckgraphiker.

## Werdegang
Mergener verbrachte seine Schulzeit und Jugend in Düsseldorf und München.
Nach dem Abitur 1985 am Theresien-Gymnasium in München wurde Mergener 1987 Schüler des Malers, Bildhauers und Graphikers Hansjörg Wagner. Mergener erlernte die künstlerischen Tiefdrucktechniken im Rahmen eines Volontariats in der Kupferdruckerei von Lothar Becker, Ottobrunn.
Nach einem Umzug nach Essen im Jahr 1990 entwickelte sich eine intensive Beschäftigung mit der industriellen Arbeits- und Dingwelt als künstlerischem Thema. In Ausstellungen der folgenden Jahre wurden Industriethemen regelmäßig in Beziehung zu anderen Themenbereichen gesetzt. Industriephänomene, Landschaft, Stillleben, Interieur, Tierzeichnung, Illustration zur Literatur und Impressionen von Reisen bilden das Spektrum der Themen von Mergener. Die Anschaulichkeit des Bildes ist sein Maßstab. Der Künstler erschließt sich seine Themen durch Skizzen und Studien unmittelbar vor der Natur.
Mergener lebt seit 2003 in Krefeld.

## Zitat
„Mein künstlerisches Tun hat seinen Ursprung in dem, was mir mein Auge vermittelt. Aus dem, was mir das Sehen vermittelt, was zum Erleben wird, bezieht meine Arbeit ihre Themen. Die Gestaltung meiner Themen findet ihren Rückhalt in eingehender Beobachtung der sichtbaren Wirklichkeit.“

## Ausstellungen (Auswahl)

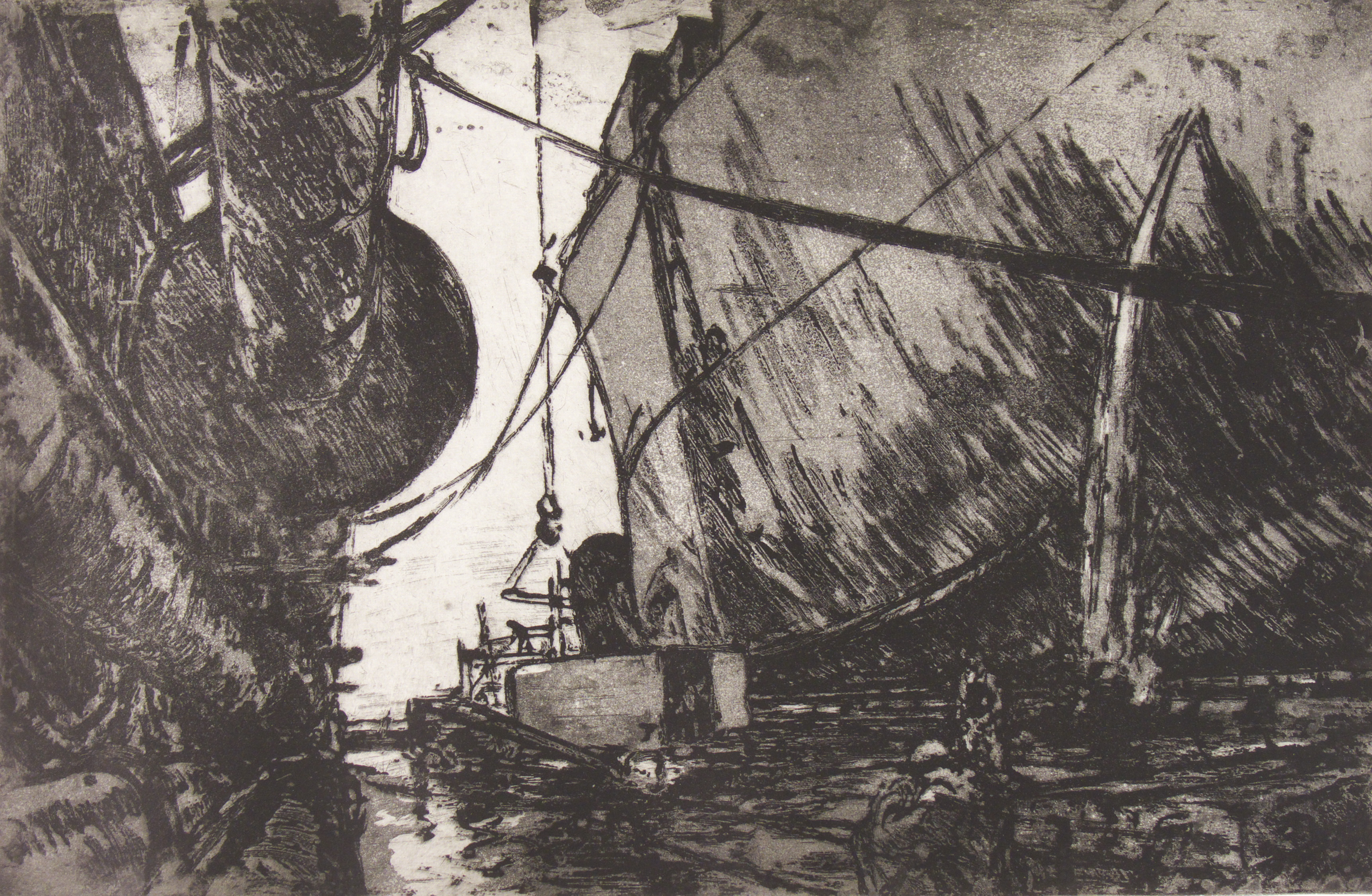

- 1988 Ausstellung mit Kollegen in der Ateliergemeinschaft Blumenstraße 43, München
- 1990 Volksbank Rosenheim „Leander Mergener: Maler – Graphiker“
- 1991 Zentralbibliothek im Gildehof, Essen
- 1992 Bamberg, Palais Schrottenberg Schleswig, Schleswig-Holsteinisches Landesmuseum Schloß Gottorf, Präsentation der Deutschen Dostojewskij-Gesellschaft, Mappenwerk zu F.M. Dostojewskij, „Der Idiot“
- 1993 Schloß Wildthurn, Landau/Isar, „Druckgraphik der Brücke-Expressionisten aus der Sammlung Serge Sabarsky und Druckgraphik von Leander Mergener“ Schleswig, Schleswig-Holsteinisches Landesmuseum Schloß Gottorf, Präsentation der Deutschen Dostojewskij-Gesellschaft, Graphik zu Werken von F.M.Dostojewskij
- 1994 Bürgermeisterhaus Essen-Werden
- 1995 München, Zoologische Staatssammlung, Beteiligung an der Ausstellung, „Junge Künstler sehen die Natur“
- 1997 Düsseldorf, Industrie-Club e.V.
- 1999 Düsseldorf, RWI-Haus „Leander Mergener: Landschaft, Stilleben, Industrie“
- 2000 Konrad-Adenauer-Stiftung, St. Augustin, „Leander Mergener: Arbeitswelt – Lebenszeit“, Katalog
- 2004 Emslandmuseum Schloß Clemenswerth, Sögel, „Leander Mergener: Landschaften, Stilleben“
- 2006 Kreis Neuss, Kreismuseum Zons, Beteiligung an der Ausstellung, „Die Tulpe: Mythos, Gestalt, Symbol“
- 2008 Haus Opherdicke, Kreis Unna, „Leander Mergener: Malerei, Zeichnung, Grafik“
- 2012 Kepía, Haus für Musik und Philosophie, Oberhausen/Rh., „Leander Mergener: Zeit und Jahreszeit“
- 2013 Meerbusch, Altes Küsterhaus St. Mauritius, „Leander Mergener: Der Park von Haus Meer und andere Landschaften“
- 2015 Sommergalerie Clörather Mühle, Kreis Viersen, „Leander Mergener: Malerei und Druckgraphik“
- 2019 Leander Mergener VIER ECKEN – DAS IST: DER AUSSTELLUNGSRAUM IM NETZ

## Auszeichnungen
- 2000 Einjähriges Arbeitsstipendium des Else-Heiliger-Fonds der Konrad-Adenauer-Stiftung

## Arbeiten in öffentlichem Besitz
- Emslandmuseum Schloss Clemenswerth
- Kunstsammlungen Veste Coburg